# Stibadium curiosum
Stibadium curiosum là một loài bướm đêm trong họ Noctuidae.